# Фёруолл, Джейд
Джейд Амелия Фёруолл (англ. Jade Amelia Thirlwall, род. 26 декабря 1992, Саут-Шилдс, Тайн-энд-Уир, Англия) — британская певица, автор песен, фотомодель, танцовщица, одна из солисток Little Mix. Little Mix одержали победу и стали первой женской группой, которая выиграла на X-Factor за 10 лет существования, с тех пор группа продала более 65 миллионов альбомов и синглов по всему миру, что сделало их одной из самых продаваемых и популярных женских групп.

## Юность
Джейд Амелия Фёрволл родилась в Саут-Шилдсе, Тайн-энд-Уир, Англия в семье Нормы Бадви и Джеймса Фёрволла. У нее есть старший брат по имени Карл.
Она имеет арабские корни со стороны матери. Фёрволл закончила South Tyneside College. Будучи подростком, она часто подвергалась издевательствам на почве расизма, что поспособствовало развитию у нее анорексии, которая продолжалась в течение пяти лет, прежде чем Фёрволл начала выздоравливать.

## Карьера
Фёруолл впервые прошла прослушивание на The X Factor в 2008 году, но так и осталась на этапе отбора. Затем она вернулась в шоу в 2011 году, исполнив песню The Beatles «I Want To Hold Your Hand». Она получила одобрение судей и прошла дальше . Фёруолл и Ли-Энн Пиннок должны были стать группой под названием Orion, а Перри Эдвардс и Джеси Нельсон должны были объединиться в группу Faux Pas. Позже всех девушек объединили в группу Rhythmix. Они добрались до живых выступлений и стали подопечными Тулисы Контоставлос. 28 октября 2011 года стало известно, что новое название группы — Little Mix. 11 декабря 2011 года Little Mix были объявлены победителями шоу и стали первой группой, выигравшей конкурс. В апреле 2019 года Фёруолл и Пиннок подписали контракт с Sony/ATV Music Publishing. Фёруолл выпустила шесть альбомов с группой. Она была приглашенным судьей в шоу «Королевские гонки Ру Пола: Великобритания» 31 октября 2019 года. Затем в мае 2020 года было объявлено, что она будет вести сериал MTV под названием «Served!».

### Сольная карьера
19 июля 2024 года выпустила дебютный сольный сингл «Angel of My Dreams».

## Хронология карьеры до группы

#### 2005
| Дата         | Мероприятие |
| ------------ | --- |
| 12-16 апреля | Мюзикл Babes in Arms. Постановка от музыкальной школы Саут Шилдс, в Customs House, Саут Шилдс. Джейд играла главную роль.                                                          |
| 5 июня       | Мюзикл «Иосиф и его удивительный, разноцветный плащ снов»(Joseph and the Amazing Technicolour Dreamcoat). Постановка от муз. школы Performers` Stage, в Customs House, Саут Шилдс. |
| Июнь         | Pride Of South Tyneside Young Performer. Джейд первый раз номинирована. |
| 7 октября    | Older Peoples Festival, в Customs House, Саут Шилдс. |

#### 2006
| Дата          | Мероприятие |
| ------------- | --- |
| Март          | Pride Of Tyneside — Young Performer Of The Year(Молодой исполнитель года). Джейд получила шесть номинаций.                                        |
| 9 мая         | Pride Of Tyneside — Young Performer Of The Year Talent Show(Молодой исполнитель года — талант-шоу), в Customs House, Саут Шилдс. Джейд выступала. |
| 18-19 августа | Мюзикл Seussical. Постановка от летней музыкальной школы Performers` Stage. в Customs House, Саут Шилдс.                                          |

#### 2007
| Дата           | Мероприятие |
| -------------- | --- |
| 2 мая          | Pride Of Tyneside — Young Performer Of The Year Talent Show(Молодой исполнитель года — талант-шоу), в Customs House, Саут Шилдс. Джейд выступала с песней Heather Small — Proud. |
| 12 мая         | Шоу, в Temple Park Centre, Саут Шилдс. Джейд выступала. |
| 1-2 сентября   | Мюзикл We Will Rock You. Постановка от муз. школы Performers` Stage. The Sage. Gateshead. Джейд играла роль Скарамучча.                                                          |
| 20-22 сентября | Anne Frank and Me, в Pier Pavillion, Саут Шилдс. Джейд играла главную роль. |

#### 2008
| Дата           | Мероприятие |
| -------------- | --- |
| 21-24 января   | «Классный мюзикл»(High School Musical). Постановка от John Christopher Theatre Company. В Customs House, Саут Шилдс. Джейд играла Габриэллу Монтез. |
| 25-27 февраля  | «Классный мюзикл»(High School Musical). Постановка от John Christopher Theatre Company. В Customs House, Саут Шилдс. Джейд играла Габриэллу Монтез. |
| 23 марта       | Мероприятие Love Music, Hate Racism(Любить музыку, ненавидеть расизм). В Customs House, Саут Шилдс. Джейд открывала шоу. |
| 29 марта       | Viva La Mayor(в помощь благотворительности — хоспису St Clare`s и TwoByTwo). Temple Park Centre, Саут Шилдс. Джейд выступала. |
| 23 апреля      | Pride Of Tyneside — Young Performer Of The Year Talent Show(Молодой исполнитель года — талант-шоу), в Customs House, Саут Шилдс. Джейд открывала шоу с песней Leona Lewis — Bleeding Love.                                                                                      |
| 3 мая          | 4-е Ежегодное Благотворительное Шоу. Temple Park Centre, Саут Шилдс. Джейд выступала. |
| 6-8 мая        | «Классный мюзикл»(High School Musical). Постановка от John Christopher Theatre Company. В королевской гимназии, Ньюкасл. Джейд играла Габриэллу Монтез. |
| Май            | Celebrations of Learning & Skills (CoLaS), финальное прослушивание. The Sage, Gateshead. Джейд выступала с песнями: Duffy — Mercy и Rihanna — Umbrella. |
| 18 мая         | прослушивание на Х-Факторе. Villa Park, Бирмингем. Джейд выступала с песней Whitney Houston — Where Do Broken Hearts Go. Джейд получила приятные отзывы от 3-х судей(Луиса Уолша, Шерил Коул и Саймона Коуэлла. Джейд прошла дальше — в bootcamp(4 августа).                    |
| 26-30 мая      | Мюзикл «Кордебалет». Ion Produtions. В Customs House, Саут Шилдс. Джейд играла Конни Вонг. |
| 30 июня        | Celebrations Of Learning & Skills (CoLaS) Award — финал. The Sage, Gateshead. Джейд выступила с песней Duffy — Mercy |
| 25-26 июля     | Показ мод Gazette`s High-Flyer(шоу в поддержку Cancer Connections and Mick Knighton Mesothelioma Research Fund. В Customs House, Саут Шилдс. Джейд была моделью и выступила с песней Celine Dion — I`m Alive                                                                    |
| 4 августа      | Bootcamp Х-Фактора. 02 Арена, Лондон.182 000 было прослушиваний для Х-Фактора в 2008. Джейд была одной из 150, кто прошёл до bootcamp и выступал на 02 Арене, Лондон. Джейд прошла дальше до финала, но потом ей не повезло и её отправили домой.                               |
| 7 августа      | Показ мод Gazette`s High-Flyer(который прошёл 25-26 июля). Газета Shields Gazette опубликовала результаты. Джейд признали лучшей моделью на подиуме. |
| 15-17 сентября | «Весь этот Джаз»(All That Jazz). Постановка от John Christopher Theatre Company, в Customs House, Саут Шилдс. Джейд юыла как Велма Келли(Velma Kelly) — открывала шоу. |
| 10 октября     | Коза Ностра, итальянский ресторан, Sunderland. У Джей был дебют. Она выступала с поп, соул и R&B вместо с пианстом Леонардом Брауном. Джейд выступала по субботам с 7 до 9:30 вечера.                                                                                           |
| 30 октября     | Wilderness Expertise(сбор средства для поездки студентов в Гану для осуществления проекта по восстановлению. Колледж Мортимер, Саут Шилдс. Джейд, как бывший участник Back By Ten, была приглашена лидером группы, Кэролайн Хэй, что бы выступить на мероприятии с Back By Ten. |
| 2 ноября       | Talent Quest UK, Манчестер. Джейд выступала с песней I Can`t Do It Alone из мюзикла «Чикаго». Джейд выиграла и была признана победителем Talent Quest UK 2008. |
| 3 ноября       | Bangla Achievement Awards (мероприятие для вдохновения молодых бангладешцев), ратуша, Саут Шилдс. Джейд выступала. |

#### 2009
| Дата       | Мероприятие |
| ---------- | --- |
| 4 февраля  | Your Talent(в поддержку Ed Wilson Bursary Fund, Cancer Connections, Mick Knighton Mesothelioma Research Fund), в Customs House, Саут Шилдс. Джейд выступала с Back By Ten.                                     |
| 20 апреля  | Pride Of Tyneside — Young Performer Of The Year Talent Show(Молодой исполнитель года — талант-шоу), в Customs House, Саут Шилдс. Джейд выступала с песней Leona Lewis — Run(Snow Patrol).                      |
| 10-13 июня | «Богема»(Rent), в Customs House, Саут Шилдс. Джейд играла Мими — танцовщица в ночном клубе. |
| 4 июля     | Cancer Research Relay For Life, Стадион Моктон, Джарроу, Тайн-энд-Уир. Джейд выступала на открытии мероприятия.                                                                                                |
| 9 июля     | Pride Of Tyneside Awards Performer Of The Year(исполнитель года), в Customs House, Саут Шилдс. |
| 29 августа | 3-1 ежегодный уличный фестиваль Фредерика(Third Annual Frederick Street Festival), Саут Шилдс. Джейд выступила с 2 песнями.                                                                                    |
| 14 декабря | Mayor`s Charity Event(в поддержку Cancer Connections, TwoByTwo, and Stroke Unit of South Tyneside District Hospital), в Customs House, Саут Шилдс. Джейд выступала.                                            |
| 22 декабря | Mission To Seafarers Christmas Concert(Миссия моряков — рождественский концерт), Mission Hall, Mill Dam, Саут Шилдс. Джейд пела — колядки: Hark, The Herald Angels Sing, Silent Night, O Come All Ye Faithful. |

#### 2010
| Дата         | Мероприятие |
| ------------ | --- |
| 8 февраля    | благотворительный концерт Quids In. Springs, Crossgate, Саут Шилдс. Джейд выступала. |
| 21 февраля   | Your Talent 2 (в поддержку Ed Wilson Bursary Fund; Cancer Connections; Nick Knighton Mesothelioma Research Fund), в Customs House, Сату Шилдс. Джейд выступала. |
| 20 апреля    | Pride Of Tyneside — Young Performer Of The Year Talent Show(Молодой исполнитель года — талант-шоу), в Customs House, Саут Шилдс. Джейд выступала с песней Jackson 5 — Who`s Loving You. |
| 24 апреля    | Прослушивание Х-Фактор, Бирмингем. Джейд выступала перед продюсерами шоу, которые решали стоит ей идти дальше или нет. Джейд получила «золотой билет», что бы спеть перед судьями 13 июня. |
| 26 мая       | Благотворительная акция по сбору средств British Kidney Foundation. Hepworth Hall, Саут Шилдс. Джейд выступала. |
| 13 июня      | Прослушивание Х-Фактор. LG Арена, Бирмингем. Джейд была одной из участников, которые выступали перед продюсерами шоу 24 апреля. Она выступила перед судьями — Луисом Уолшем Шерил Коул и Саймоном Коуэллом и приглашенным судьей — Натали Имбрулья. Джейд прошла прослушивание и попала в bootcamp(22 июля). |
| 19-20 июня   | Мюзикл «Ромео и Джульетта». Театр Tyne, Ньюкасл-апон-Тайн. Джейд была преподавателем вокала и так же исполнила роль Королевы Маб в представлении. |
| 26 июня      | Festival4Stars, региональный финал. Театр Ньюкасл, Ньюкасл-апон-Тайн. Джейд выступал с песней Out Tonight из «Богема» в муз.категории 15+, как сольная певица, которую она выиграла. Так же Джейд представляла северо-восточную Англию в финале Festival4Stars, в Глазго 22 ноября. |
| 11 июля      | Культурный фестиваль. Парк Бенц, Саут Шилдс . Джейд выступала с песнями: Beyonce — Halo; Jackson 5 — Who`s Loving You; The Killers — Human; Noisettes — Never Forget You; Lemar — The Way Love Goes. |
| 22 июля      | Bootcamp Х-Фактор 2010. Арена Уэмбли, Лондон. Всего прошло 200 000 прослушиваний на Х-Фактор. Джейд, которая проходила прослушивание в Бирмингеме, была одной из 211, которая попала в bootcamp. |
| 22 июля      | Pride Of Tyneside Awards, в Customs House, Саут Шилдс. Джейд была номинирована на 3 категории. Девушка выиграла в категории «Молодой исполнитель года до 21», но не смогла забрать награду, так как была в Лондоне, на Х-Факторе. |
| 23 июля      | 2 день bootcamp. Арена Уэмбли, Лондон. Участникам дали уроки танцев и одну песню, которую нужно было отрепетировать, что бы потом выступить перед тремя судьями — Саймоном Коэуллом, Луисом Уолшем и приглашенном судьей — Николь Шерзингер. Джейд была одной из 25 последних девушек в конкурсе, но она не прошла дальше. |
| 1 августа    | Open Air Show. Парк Бенц, Саут Шилдс. Джейд открывала шоу |
| 28 августа   | Family Fun Day(День семейных развлечений). Фредерик-стрит, Саут Шилдс. Джейд выступала. |
| 1-2 сентября | Gazette`s Fashion Shoot(благотворительный показ мод на футбольную тематику в поддержку Cancer Connections and Mick Knighton Mesothelioma Research Fund), в Customs House, Саут Шилдс. Джейд была моделью и выступала. |
| 19 октября   | 100-летие ратуши Саут Шилдс. Ратуша, Саут Шилдс. Джейд выступала с песней Nina Simone — Feeling Good. |
| Ноябрь       | Бар Джастис. Sunniside, Саут Шилдс. Джейд выступала там 1 раз в неделю. |
| Ноябрь       | Ресторан Сантини. Seabury, Sunderland. |
| 21 ноября    | Финал Festival4Stars. Отель Raddison Blu, Глазго. Джейд представляла северо-восточную Англию. Она выступала с песней Jackson 5 — Who`s Loving You. Во время выступления Джейд покинула сцену, через пару дней она объяснила причину «быть во время конкурса и когда тебя судят — тяжело и заставляет нервничать, что я не могла даже петь». Darius Campbell уговорил её вернутся на сцену. После всех участников, которые выступили, были объявлены результаты. Джейд заняла 2-е место Festival4Stars 2010. |
| 19 декобря   | 2 ежегодное мероприятие похорон Питера Джонсона(в поддержку «Помощь героям»). Церковь Святого Михаила и всех ангелов, Westoe, Саут Шилдс. Джейд выступила сольно с песней Over The Rainbow из Волшебника из страны Оз, так же она выступила с Гаретом Хантером и Мелиссой Кавана. |
| 23 декабря   | Рождественская вечеринка(в поддержку Cancer Connections), Top Club, Саут Шилдс. Джейд выступала. |

#### 2011
| Дата     | Мероприятие |
| -------- | --- |
| Февраля  | Благотворительный вечер «Миссия для моряков», Riverside public house, Mill Dam, Саут Шилдс. Джейд выступала.                                                            |
| 1 июня   | Прослушивание Х-Фактор. LG Арена, Бирмингем. Джейд выступала с песней — The Beatles — I Want To Hold Your Hand.                                                         |
| 14 июня  | Талант Шоу — Молодые исполнители года. В Customs House, Саут Шилдс. Джейд, как победитель 2010 года Pride of South Tyneside Young Performer, была судьей 13 участников. |
| 5-6 июля | Summer Fun Gazette — показ мод, Customs House, Саут Шилдс. Джейд выступала с песней Proud Mary.                                                                         |

## Личная жизнь
В 2012 году Фёруолл начала встречаться с Сэмом Краске из танцевальной труппы Diversity. Пара рассталась в 2014 году. В 2016 году стало известно, что она состоит в отношениях с Джедом Эллиотом из The Struts, но в июле 2019 года пара рассталась. В 2020 году Фёруолл подтвердила, что в настоящее время находится в отношениях с певцом Джорданом Стивенсом.